# Мартынов, Андрей Васильевич (футболист)
Андрей Васильевич Мартынов (туркм. Andrey Martynow; 17 сентября 1965) — советский, туркменский и российский футболист, защитник. Выступал за сборную Туркменистана.

## Карьера
Начинал играть в Ашхабаде. Первый тренер — И. Григорянц.. Профессиональную карьеру начинал в клубе «Динамо» из Самарканда. Далее играл в ашхабадский «Колхозчи», который позже переименовали в «Копетдаг» за который провёл 205 матчей и забил 10 голов. В 1992 году после Распад распада СССР перешёл в московское «Торпедо», в составе которого провёл 1 матч в Кубке УЕФА. В 1993 году вернулся в «Копетдаг». Далее играл в грозненском «Эрзу». В 1995 году перебрался в клуб Первого российской Лиги в ярославский «Шинник», где стал основным игроком команды, в составе которого добился права выступать в Высшем дивизионе и отметился там 1 забитым голом. Далее играл в омском «Иртыше», в «Чкаловце» и в «Спартак-Орехово». Завершал же профессиональную карьеру в братском «Сибиряке».